# すくぱに♪ 〜すくーるでいず・パニック〜
すくぱに♪ ～すくーるでいず・パニック～とは、霧岳朔夜によって製作された学園伝奇物のテーブルトークRPG（TRPG）。2007年9月にホビーベースより書籍版で発売された。イラストは龍牙翔（表紙イラスト）、緑一色が担当している。略称は『すくぱに♪』。

## 概要
現代日本の学園「星桜学園」において頻発する魔物による怪事件。魔物の存在から人々を護り、そしてこれらの存在が世間にバレないように隠蔽している秘密組織ワルプルガは、星桜学園の怪事件を解決するためにエージェントを転校生として送り込ませた。『すくぱに♪』はこのエージェントをプレイヤーキャラクターとし、彼らの活躍と日常を描いた学園伝奇物のTRPGである。
ボードゲームに近いプレイ感覚をもつ軽いルールのゲームで、一回のセッションにかかる平均時間は30分から2時間とされておりTRPGの中ではかなり短い。プレイに必要な人数も2、3人いれば十分であり、さらにはゲームマスターさえも必須ではない。プレイの短時間化や参加人数が少くても動く部分は、ゲームプレイに関する準備や手間の大幅な削減となり、他の多くのTRPGに比べて手軽にプレイすることが可能である。
学園伝奇というジャンルをストレートに扱ったゲームではあるが、バトル物のゲームではなく学園生活における友達との交流をメインに扱っているゲームとなっている。このゲームでの"成功したと言えるゲームプレイ”とは、魔物を力で打ち負かすことではなく、「自分の正体を学校の友達にバレないようにして怪事件の解決を行うこと」である。

## システム

### シナリオの進行
このゲームには以下の二種類の遊び方があり、それによってシナリオの進行のさせ方が異なるようになっている。

#### オートセッション
オートセッションは学校生活での毎日で起こる事件（イベント）をランダムに決定して、月曜日から金曜日までの一週間の出来事を体験するという遊び方である。イベントは50種類以上が用意されていて、毎日の午前と午後で一回ずつイベントが発生する（つまり、一回のセッションで10回のイベントが発生する）。用意されているイベントはテスト勉強やデートなどの日常的なものから、魔物が起こす学園での怪事件に関係するまで様々である。
ルールブックに用意されているイベントのリストにはそれぞれ、事件の解決のために必要な行動と、そのイベントに登場するNPCの人数が書かれている。なお、登場するNPCもルールブックに用意されている30人の中からランダムに決定する。イベントの解決は行為判定によって行われる。判定が成功した場合と失敗した場合に起こることがそれぞれイベントごとに記述されており、ゲームマスターはそれを元にシーンの描写を行う。
　
また、イベントとイベントの間は「幕間」と言われる処理が入り、NPCと交流したり事件の調査を行うことができる。ただしこれはシーンやイベントとして描写されることはなく、ただ好感度のような数値が上下するだけである。
これらの処理を繰り返して金曜の夕方になった時点でプレイは終了し、プレイヤーキャラクターの成長を行う。金曜日の午後のイベントを終えれば自動的にゲームが終了するため、ストーリー的なオチやクライマックスをつけなくても良い。それゆえに一切のシナリオの準備なくいきなりゲームが行えるようになっている。
なお、このオートセッションはゲームマスターがいなくても行える。

#### シナリオセッション
シナリオセッションは起承転結の流れのあるストーリーを楽しみたいときに向いている遊び方である。ゲームマスターが事前にシナリオを準備してゲームを行うという、既存のTRPGに近い感覚で遊ぶことができる。
シナリオセッションでは「イベントを何個もこなすことでゲームを進めていく」ことはオートセッションと同じだが、そのイベントをランダムでなくゲームマスターが任意に選ぶことができる。また、
イベント自体をゲームマスターが自作しても良い（ただし、「NPCの登場人数」や「解決のために必要な判定の種類」などの記述のフォーマットは守る必要がある）。幕間の存在もオートセッションと同様にある。
シナリオセッションでは一本のシナリオは3個のイベントによって構成される。そのため、わずか30分もあれば一回のプレイが終了する。一日でシナリオを何本もこなして連作ストーリーを遊ぶことも可能である（ルールブックの付属シナリオも7連作のシナリオである）。
シナリオセッションとオートセッションとの大きな違いとして、シナリオセッションではイベントの判定に一回でも失敗すればその時点でシナリオが終了してバッドエンドになるという部分がある。そのためゲームにおける緊張感はかなり高くなる。

### キャラクターメイキング
プレイヤーキャラクターの作成はクラス制に属する。
キャラクターはキャラクタークラスに類する「スタイル」とライフパスに類する「スタンス」の二つを組み合わせることで作成される。
スタイルはキャラクターの退魔師としての戦闘スタイルを表すもので、「兵士」「剣士」「機械化兵」「魔術師」「超能力者」「闇の貴族」の6種類がある。一方、スタンスはキャラクターの個性を表すものであり、「寡黙な天才」「性別偽装」「セレブ」など13種類がある。
プレイヤーキャラクターはスタイルとスタンスからそれぞれ一つを選び、その組み合わせによって能力値やスキルが決定される
なお、このゲームにおけるキャラクターの能力値は学力・運動・話術・財力の4つである。

### 行為判定
行為判定は上方判定に属する。
このゲームの行為判定はトランプによって行われる。判定を行うときに現在手元にある手札の中から一枚カードを出す。そのカードの数字と能力値を足し合わせたものが行為判定の達成値となる。この達成値がゲームマスターが設定した行為判定の目標値以上ならば、その判定は成功とみなされる。
手札は使用されるたびに捨て札（トラッシュ）となり、山札から一枚手札を補充（ドロー）する。手札の上限枚数は財力の能力値と等しくなる。
行為判定を行うときに、スキルやNPCのエフェクト（後述）を使うことで自分にとって有利な効果をもたらすこともできる。
なお、戦闘ルールなどは存在しない。戦闘を含めた全ての行動がこの「能力値＋トランプ」により解決される。

### 噂ゲージ
このゲームでは何か派手な行動をするたびに、自分のエージェントとしての正体が目撃される可能性がある。それを表したのが「噂ゲージ」である。
「噂ゲージ」はプレイヤーキャラクター全員が共有するゲージで、プレイヤーキャラクターたちが怪しげな存在だと学校で噂されている度合いを表す。噂が広まる状況になったときに、ゲームマスターは山札からトランプカードを一枚引き、噂ゲージにカードを裏向きで載せていく。噂が広まる状況とは基本的には以下の二つである。
- イベント解決に失敗したときに噂ゲージにトランプを数枚載せる。
- スキルを使用したときに、噂ゲージにスキル使用コストに等しい枚数のトランプを載せていく。

ゲーム終了時までに噂ゲージの上にトランプが一枚でも残っていればプレイヤーキャラクター全員が退学処分になる（退学になったキャラクターはそれ以後ゲームで使用できなくなる）。しかし、プレイヤーキャラクターはゲーム中の任意のタイミングで「噂を消すために奔走する」ことができる。一回の奔走につき一枚のカードを噂ゲージから取り除けるが、奔走を宣言したキャラクターは取り除いたカードに書かれた数字と同じだけ「ストレス」という値がたまって行く。そしてそのストレスがキャラクターごとに設定されている上限値を超えると、ストレスにより精神に異常をきたしそのキャラクターのみが退学処分を受けることになる。

### NPCとの友情
このゲームではNPCと友情を育むことが非常に重要な要素として設定されている。
ゲームの舞台である星桜学校にいる人物のうち30人に詳細な設定がされており、プレイヤーキャラクターは彼ら（彼女ら）とゲーム中に交流することができる。この交流の結果、それぞれのNPCがプレイヤーキャラクターに対して持つ好感度が変化していき、好感度が高ければ高いほど、そのNPCごとに設定されているエフェクト（プレイヤーキャラクターを支援する特殊能力）の使用回数が増える。
また、友情を育んだNPCのうち一人だけをパートナーとすることができ、パートナーとなったNPCはエフェクトよりさらに強力なパートナースキルを使ってプレイヤーキャラクターを助けてくれることになる。

## 世界設定
ゲームの舞台は現代日本にある私立校「星桜学園」となる。学園の外は基本的にゲームでは扱われない（ただし、サプリメントである『すのーほわいと☆トリックスター』を導入すれば。学園がある「蔵雅町」全体をゲームの舞台にすることができる）。
この星桜学園はごく普通の学校ではあるのだが、最近になって学校の怪談として騒がれるような奇妙な事件が頻発している。それを解決するために、学園は対魔組織ネットワーク“ワルプルガ”に魔物退治の戦士“猟犬（ハウンド）”を送り込むことを要請した。プレイヤーキャラクターはこの“猟犬”となり怪事件への対処と学園生活の日常を送ることになる。
学園にいるNPCたちにはワルプルガの関係者や魔物の存在を知る者もいるが大半はごく普通の生徒たちである。

## 作品一覧
- すくぱに♪ ～すくーるでいず・パニック～　（基本ルールブック）
- すくぱに♪　サプリメント　すのーほわいと☆トリックスター　（追加データ集）